# X Japan
X Japan (japonsky エックス ジャパン, Ekkusu Džapan) je japonská metalová kapela, která je považována za jednoho z hlavních zakladatelů Visual kei stylu. Skupina vznikla roku 1982 a založili ji tenkrát společně Yoshiki a Toshi.

Původně se kapela jmenovala pouze X (エックス) a velkého ohlasu se dočkala již s vydáním jejich druhého alba Blue Blood jež neslo slogan Psychedelic violence crime of visual shock, ze kterého vychází název Visual kei.
Na počátku svého vzniku hráli X Japan power/speed metal, později pak začali inklinovat k progresivnímu metalu, nicméně po celou dobu zůstali, ve své tvorbě, u pro ně typických, balad. Jejich hudba je poměrně syrová a občas se mísí s klasickým zvukem piána či zpěvu. Nechybí samozřejmě ani bicí nebo kytarové rify a sóla.
Jako průkopníci visual kei stylu byli známí také především díky svým "šíleným" účesům, které svým tvarem a velikostí připomínaly mnohým fontány.
S přicházejícím věkem, ale od svých extravagantních účesu opustili. A v roce 2003 je HMV Japan nominoval na 40 pozici ze 100 japonských populárních skupin.
Po 16 letech, 4 vydaných albech a 18x zcela vyprodaných koncertech v Tokyo Dome (55.000 sedadel), se X Japan v roce 1997 rozpadli. Následujících 10 let nevydala skupina jedinou skladbu ani nezahrála jediný koncert. Teprve až v roce 2007 se skupina opět sešla a odehrála koncert, první od jejich rozpadu. Následovalo několik dalších koncertů po Asii během let 2007 - 2009, poté X Japan vyrazili na tour po Severní Americe, která započala 25. září 2010.
Na rok 2011 pak oznámili, že plánují vydat, po 14 letech, zcela nové album.

## Historie

### 1977 – 1992: X
V roce 1977 založili Yoshiki a Toshi svou první skupinu s názvem Dynamite. Tehdy jim bylo 11 let. O rok později změnili jméno skupiny na Noise. V roce 1982 se skupina rozpadla a stará dobrá dvojice kamarádů vytvořila novou s názvem X, protože na žádné lepší jméno nepřišli. X od roku 1985 hráli aktivně po Tokiu, přičemž se složení skupiny neustále měnilo. Jejich první sigl I'll Kill You vydalo Dada Records v červnu 1985 a v listopadu téhož rok vydali jejich skladbu Break the Darkness na kompilaci Heavy Metal Force III, která obsahovala i song od Saver Tiger. Na konci roku 1985 se k nik pak přidal baskytarista Taiji (ex: Dementia), nicméně po pár vystoupeních ji zase opustil.
Pro vydání dalšího singlu Orgasm sehnal Yoshiki label Extasy Redors jež jim singl v květnu 1986 skutečně vydal. V listopadu se k nik pak opět připojil baskytarista Taiji, potom co s nimi odehrál jako výpomoc pár koncertů. Na vzniku skladeb Stab Me in the Back a No Connexion jež v únoru 1987, vydal label Victor Record na kompilaci Skull Trash Zone Volume I, se podílel výpomocný kytarista Pata (ex: Judy), který byl po jednom z koncertů na niž se podílel, prohlášen za oficiálního člena. V téže době se ke skupině přidal i kytarista hide (ex: Saver Tiger).
26. prosince 1987 se skupina zúčastnila výběrového řízení CBM/Sony (s vybranými účastníky měla být v srpnu následujícího roku uzavřena smlouva). V květnu 1988 vydalo Extasy Records skupině jejich první studiové první album Vanishing Vision po jehož vydání následovalo několik tour. Skupina se dokonce objevila ve filmu Tokyo Pop, kde hrála kupříkladu Carrie Hamilton.
Druhé album Blue Blood vyšlo 21. května 1989 a obsahuje několik, dnes již proslulých, singlů X Japan jako Kurenai či Endless Rain. Současně vydala skupina i své první video - VHS se záznamem z tour nazvané Blue Blood Tour Bakuhatsu Sunzen Gig. Nahrávání třetího alba Jealousy proběhlo v Los Angeles. Samotné album pak vyšlo 1. července 1991 a bylo doprovázeno pro X Japan jejich prvním koncertem v hudební hale, přesněji v proslaveném Tokyo Dome, kde dnes touží vystoupit snad každá visual kei skupina. V Tokyo Dome pak skupina vystoupila, během své existence, ještě několikrát a záznamy z těchto vystoupení vyšly později na DVD s názvem Live Live Live Tokyo Dome 1993-1996.
V průběhu roku 1992 dosáhla skupina takového věhlasu, že se o ní vědělo i mimo rodné Japonsko. S tím je také spojené přejmenování skupiny z původních X na X Japan, jelikož se zjistilo, že v USA existuje již jedna skupina s názvem X, která hraje punk. V této době taky opouští skupinu, tentokrát již definitivně, baskytarista Taiji, jež šel poté spolupracovat s Loudness a Cloud Nine. Současně, ale skupina přijímá i nového baskytaristu Heatha (ex: Youth).

### 1993 – 1997: X Japan
S přípravami na vydání dalšího alba, opustili X Japan vydavatelství Sony a podepsali smlouvu s Atlantic Records. Album Art of Life vyšlo 28. srpna 1993 a obsahovalo pouze jednu jedinou skladbu, která ale měla 29 minut. A další, pro skupinu v tomto období poslední album, Dahlia vyšlo až o tři roky později a to v 4. listopadu 1996. Přičemž většina skladeb byly singly, jež byly vydané nedlouho po albu Art of Life. V tomto období skupina také velice změnila svůj vzhled. Zcela opustili původní estetiku visual kei a začali se oblékat a česat v podstatě "normálně."
Zpěvák Toshi se nakonec rozhodl opustit skupinu a tak v září 1997 oznámili X Japan svůj konec. Svou poslední (rozlučkovou) show odehráli X Japan 31. prosince v Tokyo Dome, čímž si připsali na konto pátý koncert v této hale.
Toshi své rozhodnutí o odchodu ze skupiny vznesl již v květnu 1996, s odůvodněním, že ho okouzlující život úspěšné rockové star z emocionálního hlediska neuspokojuje, a proto by raději dělal zase nějakou zcela obyčejnou práci. 

### 1998 – 2007: Sólo roky
Zatímco vycházely kompilace, záznamy z koncertů a byla znovu vydávána stará alba,  členové X Japan si šli každý svou cestou a pracovali na rozličných projektech.
Hide, který započal svou sólo kariéru již v roce 1994 se svým albem Hide Your Face, v ní pokračoval společně se skupinou Spread Beaver, kteří se tak oficiálně stali jeho novou kapelou. Nicméně jeho tvorba se od toho, co vytvářel s X Japan, poněkud lišila, inklinovala spíše k alternativnímu rocku. Jeho nová skupina neměla dlouhého trvání, jelikož v květnu 1998 Hide zemřel.
Toshi vydal několik sólových alb a vystoupil na mnoha drobných koncertech, kde hrál akustickou hudbu. Podle jeho webu, zahrnovala jeho tour s názvem Utatabi Traveling Concert, která proběhla mezi lety 1999 - 2003, přes 3000 koncertů.
Pata a Heath ve spolupráci se Spread Beaver nahráli skladbu Celebration pro album Tribute Spirits, které vzniklo v roce 1998 na hideovu počest. V roce 2000 se opět sešli a ještě se zpěvákem jménem Jo:Ya, vytvořili skupinu Dope HEADz. S tou pak vydali dvě alba než skupina ukončila svou činnost.
Heath se poté vrhl na sólo kariéru. A Pata se ještě společně s klávesistou ze Spread Beaver, vystupujícím pod pseudonymem D.I.E., stali členy skupiny Rain.
Yoshiki ještě před rozpadem X Japan, nezávisle spolupracoval s Rogerem Taylorem, bubeníkem rockové skupiny Queen, na singlu Foreign Sand. Poté se podílel na tributovém albu Kiss My Ass: Classic Kiss Regrooved skupiny Kiss, kde napsal orchestrální část pro skladbu Black Diamond.  Současně též vyšlo album Eternal Melody, které obsahovalo songy X Japan, vylepšené o orchestrální zvuk, které nahrála London Philharmonic Orchestra pod vedením producenta George Martina, který je známý třeba tím, že napsal několik orchestrálních melodií k filmům skupiny Beatles. 
Od roku 1998 se pak Yoshiki věnoval nespočtu aktivit - přidal se k japonské popové skupině Globe  a byl producentem singlů korejské rockové skupiny TRAX. 
 Jeho sólo projekt z roku 2007 Violet UK zatím nebyl oficiálně vydán na CD. Dále pak Yoshiki složil hudbu k filmu Catacombs z roku 2007 a taky vytvořil soundtrack k muzikálovému filmu Repo! The Genetic Opera, který v roce 2008 natočil režisér série Saw, Darren Lynn Bousman. 
Ke 25. květnu 2007 bylo oznámeno, že Yoshiki, Miyavi, japonská popová ikona Gackt a kytarista Sugizo ze skupiny Luna Sea, zakládají novou skupinu s názvem S.K.I.N., která odehrála svůj první a také jediný koncert na Anime Expo v Long Beach v Kalifornii a to 29. června 2007.

### 2007 – 2008: Znovu pohromadě
V březnu 2007 uveřejnil Toshi na svém webu, že on a Yoshiki se opět dali dohromady a že brzy přijdou s "novým projektem." Znovu zahájená činnost X Japan pak byla oficiálně ohlášena ke 4. červnu 2007 a Yoshiki současně oznámil hned tři důležité věci - X Japan vyrazí na nové tour, pracují na novém singlu a taky jedná s Patou a Heathem o jejich účasti. 
Znovu sjednocená skupina poprvé veřejně vystoupila 22. října 2007 a to na střeše nákupního centra, Aqua City 

na ostrově Odaiba v Tokiu, přičemž tam rovnou natočili videoklip pro jejich nedávno nahranou píseň I.V., která se poté stala theme songem pro film Saw IV. Skladbu složil Yoshiki a nahrál ji společně se všemi dřívějšími členy X Japan, přičemž nezapomněli ani na hida, když použili dříve neuveřejněné kytarové stopy, které ještě nahrál ještě před svou smrtí.
I.V. vyšlo digitálně a bylo k mání přes iTunes Music Stores, kde se okamžitě stalo nejprodávanějším songem dne.
20. ledna 2008 byly oznámeny dva koncerty v Tokyo Dome na 28. a 30. března. Jelikož, ale fanoušci projevili obrovský zájem, přidali X Japan ještě třetí koncert na 29. března. 
Všechny tři koncerty nesly společný název Resume Attack 2008 I.V. - Towards Destruction a každý pak ještě měl svůj speciální podtitul - Night of Destruction, Night of Madness a Night of Creation.
Koncert z 28. března byl ještě navíc živě vysílán na placeném kanálu WOWOW. Za zesnulého hida pak hráli tři výpomocní kytaristé - Wes Borland, Richard Fortus a Sugizo. 

Navíc se během skladby Art of Life zjevil hideův hologram, (jako předloha byl použit záznam z Art of Life z koncertu v Tokyo Dome v roce 1993) který odehrál song společně se zbytkem skupiny. Z důvodu náročnosti technologie hologramu došlo k "technickým potížím," které si na prvním koncertu vyžádaly 2 hodiny zdržení. Navíc byl první koncert také předčasně a především neočekávaně ukončen, protože po osmi odehraných skladbách náhle zkolaboval bubeník Yoshiki. 

Následující dvě představení proběhly bez potíží a během následné tiskové konference oznámili X Japan k 5. červenci 2008 plánovaný koncert ve francouzském Paříži,  jež počítal s účastní 20.000 diváků. A pak ještě další dva koncerty k 2. srpnu v Taipei World Trade Center v tchajwanském městě Tchaj-peji a ke 13. září v Madison Square Garden v New Yorku. 

### 2008 – 2009: Odklady a nový člen Sugizo
Uctění hideovy památky - Hide memorial summit proběhlo v průběhu 2. až 3. května 2008. Kromě X Japan tam vystoupilo i mnoho dalších známých japonských skupin jako Luna Sea, Dir en grey, Oblivion Dust, D'espairsRay, T.M.Revolution, MUCC, Phantasmagoria či Versailles -Philharmonic Quintet-. 

8. června pak X Japan oznámili odklad chystaných koncertů v Paříži, Tchaj-peji a NY, kvůli Yoshikiho problémům s ploténkou. Koncerty v Paříži a Tchaj-peji pak byly přesunuty na jiná data, pařížský na 22. listopad 2008. 

15. října 2008 řekl Yoshiki na tiskové konferenci v Tokiu, že X Japan pracují na novém songu. 
Současně byl oznámen Vánoční a Novoroční koncert. 
Po konferenci se Yoshiki vydal na promotional tour po Asii. 7. listopadu, francouzská společnost Avos, prodávající lístky na koncerty, oznámila, že plánovaný koncert X Japan v Paříži nebude. Nedlouho na to se X Japan omluvili skrze své webové stránky, jež jsou i ve francouzštině, za druhý odklad koncertu v Paříži a současně napsali, že podobný osud čeká i Vánoční koncert. 
V lednu dalšího roku pak byl znovu odložen i koncert na Tchaj-wanu. Nicméně Novoroční koncert k 31. prosince 2008 X Japan odehráli a to v Akasa Blitz.
15. ledna 2009 pak skupina přijela do Hongkongu a odehráli tam dvě show a to 16. a 17. ledna. A 1. května byl pak Sugizo uznán oficiálním členem X Japan, přičemž byl přijat jako šestý člen neboť skupina stále vede zesnulého hida jako člena své skupiny a tudíž ho Sugizo nemůže "nahradit". 30. května pak skupina se svým novým členem odehrála svůj první koncert na Tchaj-wanu.

### 2010: První tour po Severní Americe a oznámení nového alba
9. ledna 2010 se skupina po prvé veřejně prezentovala v USA, když v Hollywoodu natočili čtyři nové videoklipy k jejich songům: Rusty Nail, Endeless Rain, I.V. a Jade. V únoru pak Yoshiki potvrdil, že v srpnu vystoupí X Japan v Chicagském Lollapalooza. Později toho měsíce oznámil na tiskové konferenci, že se skupina přesune do Kalifornského Los Angeles, kde odehrají "malý" koncert, kterým zahájí tour po Severní Americe.
Také bylo oznámeno, že na podzim vyjde jejich šesté album.
V březnu 2010, podal Yoshiki žalobu na Nexstar Corporation a žádal odškodné 375 miliónů jenů.
Důvodem bylo, že potom, co se X Japan dali zase dohromady, podepsali v lednu 2008 smlouvu s Nexstar Corporation, která zahrnovala i použití některých jejich nahrávek. Počáteční dohoda stanovovala částku 600 miliónu jenů jako honoráře a podíl z koncertů. Dále pak mezi roky 2008 a 2009 společnost také sponzorovala deset vystoupení X Japan v Japonsku a několik dalších v Asii. Okolo 320 miliónů jenů z těchto vystoupení a prodaných předmětů na nich, také náleží skupině. Dohromady tedy nebylo skupině zaplaceno přes 900 miliónů jenů.
Yoshiki dále poukázal na to, že již zmíněná vystoupení mezi lety 2008–2009 a prodej předmětů s nimi spojený, vynesly Nexstar Corporation přes 2,5 miliardy jenů a tudíž je nepochopitelné, proč jim společnost ještě nevyplatila ani jediný jen. A jelikož se ani po mnoha pokusech nepovedlo X Japan s Nexstar rozumně dohodnout, rozhodl se Yoshiki vyřešit spor soudní cestou. Yoshiki tedy nyní požaduje po Nexstar pouze 375 miliónů jenů za výše zmíněná vystoupení, nicméně pokud bude muset věc jít opravdu až k soudu, bude požadovat dalších 600 miliónů jenů jež X Japan podle sepsané smlouvy též náleží.
1. července se skupina objevila v losangeleském klubu Nokia, kde odehráli akustický koncert a nahráli tam i videoklip k novému songu Born to Be Free.
Poté vydali i nový videoklip k jejich starému songu Rusty Nail. 4. července se pak Yoshiki spolu s Toshim objevili na pařížském Japan Expo 2010, kde odehráli několik skladeb.
Během následujících měsíců se X Japan objevili v mnoha novinových či internetových článcích jako např. v ABC News, Los Angeles Times nebo Chicago Sun-Times.
8. srpna 2010 pak X Japan vystoupili v Lolopalooze v Chicagu. V následujících dnech poté Yoshiki učinil sáhodlouhý rozhovor s Phoenix New Times a interview s ABC News.
14. a 15. srpna odehráli X Japan dvoudenní show v Nissan Stadium, největším stadionu v Japonsku, kde se k nim jako host připojil jejich bývalý baskytarista Taiji během songu X.
Nedlouho po tomto vystoupení, podala Headwax Organization, managementová společnost zesnulého hida, žalobu na Yoshikiho a X Japan, managementovou společnost, Japan Music Agency, za neoprávněné užívání hideových fotografií.
Společnost jim sice dala souhlas k jejich užívání během koncertů, nicméně během vystoupení v Nissan Stadium, kde byly též použity, byla smlouva již neplatná.
V období mezi 25. září a 10. říjnem 2010, odehráli X Japan svou první tour po Severní Americe a to v Los Angeles, Oaklandu, Seattlu, Chicagu, Vancouveru, Torontu a New Yorku.
17. prosince pak Yoshiki oznámil, že byl složen nový sogn X Japan s názvem Scarlet Love Song a to pro animovaný film, který je adaptací mangy Buddha.

### 2011: Současná aktivita
27. ledna 2011 bylo uveřejněno, že v listopadu 2010 podepsali X Japan tříletou smlouvu s labelem EMI, který vydá v Americe jejich singl Jade a to 15. března. A poté by měl ještě na konci léta vydat jejich nové zatím nepojmenované album. K vydání tohoto alba bylo také přislíbeno, že budou během roku 2011 koncertovat po celém světě. 
6. března vystoupili X Japan na Asia Girls Explosion, módním a hudebním festivalu, který vytvořil Yoshiki ve spolupráci s Jay FR. Současně bylo oznámeno, že X Japan plánují vystoupit v průběhu roku ještě v Argentině, Brazílii, Chile, Mexiku a Peru. 
Kvůli zemětřesení a tsunami v japonském Tóhoku se skupina rozhodla odložit vydání Jade až na 28. červenec. Yoshiki se také rozhodl vydražit jedno ze svých křišťálových pián, vyrobené firmou Kawai a nesoucí jeho jméno, aby pak výtěžek z dražby poslal na pomoc obětem v oblasti zasažené tsunami a zemětřesením. 
X Japan song Scarlet Love Song byl v Japonsku vydán 8. června a jejich první světový single Jade vyšel digitálně 28. června opět skrze iTunes Store. Ve stejný den odehráli X Japan v Londýně první koncert své evropské tour. Následoval 1. července koncert v Paříži, 2. července v Utrechtu a 4. pak ještě v Berlínu. 
Skupina též vystoupila 13. a 14. srpna v Ósace a Tokiu na Summer Sonic festival. 
Jejich tour po Jižní Americe proběhla mezi 9. - 18. zářím 2011 a to v Santiagu de Chile, São Paulu, Buenos Aires, Limě a Mexico City. 
Následující tour po Asii by měla proběhnout 28. října v Seoulu, 30. října v Šanghai, 2. listopadu v Beijingu, 4. listopadu v Hongkongu, 6. listopadu v Tchaj-peji a 8. listopadu pak v Bangkoku. 

## Diskografie
Alba
- Vanishing Vision (14. květen 1988)
- Blue Blood (21. květen 1989)
- Jealousy (1. červen 1991)
- Art of Life (28. srpen 1993)
- Dahlia (4. listopad 1996)

Koncertní alba
- On the Verge of Destruction 1992.1.7 Tokyo Dome Live (1. ledna 1995)
- Live Live Live Tokyo Dome 1993-1996 (15. října 1997)
- Live Live Live Extra (5. listopadu 1997)
- Live in Hokkaido 1995.12.4 Bootleg (21. ledna 1998)
- Art of Life Live (18. března 1998)
- The Last Live (30. května 2001)

Kompilace
- X Singles (21. listopadu 1993)
- B.O.X ~Best of X~ (21. března 1996)
- Ballad Collection (19. prosince 1997)
- X Japan Singles ~Atlantic Years~ (25. prosince 1997)
- Special Box (25. prosince 1997)
- Single Box (25. prosince 1997)
- Star Box (30. ledna 1999)
- Perfect Best (24. února 1999)
- Best ~Fan's Selection~ (19. prosince 2001)
- Complete II (1. října 2005)

Remixovaná alba
- Trance X (4. prosince 2002)

Singly
- I'll Kill You (15. června 1985)
- Orgasm (20. května 1986)
- Kurenai (1. září 1989)
- Endless Rain (1. prosince 1989)
- Week End (21. května 1990)
- Silent Jealousy (11. září 1991)
- Standing Sex (25. října 1991)
- Say ANything (1. prosince 1991)
- Tears (10. listopadu 1993)
- Standing Sex (25. října 1991)
- Say Anything (1. prosince 1991)
- Tears (10. listopadu 1993)
- Rusty Nail (10. července 1994)
- Longing ~Togireta Melody~ (1. srpna 1995)
- Longing ~Setsubou no Yoru~ (11. prosince 1995)
- Dahlia (2. února 1996)
- Forever Love (8. července 1996)
- Crucify My Love (26. srpna 1996)
- Scars (18. listopadu 1996)
- Forever Love (Last Mix) (18. prosince 1997)
- The Last Song (18. března 1998)
- I.V. (23. ledna 2008)
- Scarlet Love Song -Buddha Mix- (8. června 2011)
- Jade (28. června 2011)

## Členové
Jak už bývá u japonských hudebních skupin zvykem i členové X Japan vystupují pod uměleckými pseudonymy.
- Yoshiki - bicí, piano, leader skupiny (1982 - 1997, 2007 - současnost)
- Toshi - zpěv, akustická kytara (1982 - 1997, 2007 - současnost)
- Pata - rytmická kytara, akustická kytara (1987 - 1997, 2007 - současnost)
- Heath - baskytara, doprovodný zpěv (1992 - 1997, 2007 - současnost)
- Sugizo - hlavní kytara, housle, doprovodný zpěv (2009 - současnost)

### Bývalí členové
- Izumisawa Judži (泉沢裕二) alias Terry - kytara (1982–1985)
- Ogata Tomojuki alias Tomo - kytara (1984–1985)
- Acuši Tokuo - baskytara (1984–1985)
- Koide Keniči (小出健一) alias Eddie Van - kytara (1985)
- Jošida Jošifumi (吉田良文) alias Hally - kytara (1985-1986)
- Takai Hisaši (高井寿) alias Jun/Shu - kytara (1985, 1986)
- Utaka Hizaru (宇高光) - baskytara (1985-1986)
- Takahaši Masnori (高橋雅則) alias Kerry - kytara (1986)
- Inoue Satoru (井上悟) - kytara (1986)
- Isao – kytara (1987)

- Taidži - baskytara, akustická kytara, doprovodný zpěv (1985, 1986 - 1992)
  - Jedná se o roky, kdy byl veden jako oficiální člen, na koncertech v průběhu roku 2010 hrál pouze jako výpomoc.

- hide - hlavní kytara, akustická kytara, doprovodný zpěv (1987–1997)
  - I po všech těch letech ho kapela stále vede jako člena. Přesněji „věčného člena“.